# Большое Симагинское озеро
Большо́е Сима́гинское (Краса́вица; фин. Kauk-järvi — красивое озеро) — озеро на Карельском перешейке в Выборгском районе Ленинградской области. Расположено примерно в 7—8 км на север от Зеленогорска. Площадь поверхности — 2,6 км². Площадь водосборного бассейна — 97,5 км². Высота над уровнем моря — 39,0 м.
Длина 2,5 километра, ширина около одного километра. Река Нижняя протекает через озеро, впадая на севере и вытекая на юге.
Озеро живописно, используется как рекреационный объект. На берегу находится ДОЛ «Огонёк». В настоящее время по берегам строятся дачи. Местами это происходит в прибрежно-охранной полосе.
Восточный берег озера почти вплотную подходит к Зеленогорскому шоссе.
На северо-западном берегу озера, в деревне Ялкала (Ялково) В. И. Ленин скрывался в августе 1917 года, писал книгу «Государство и революция». В советские годы в Ялково был устроен мемориальный музей В. И. Ленина, с 1993 года он действует как историко-этнографический музей-заповедник «Ялкала». На северном берегу находится посёлок Ильичёво, созданный на месте маленькой деревни в начале 1950-х годов как Главная экспериментальная база Государственного гидрологического института (ГГИ).
В 1950-х годах южнее озера был построен посёлок Красавица, ныне район города Зеленогорска.